# 乌伊罗瑙弗
乌伊罗瑙弗，是匈牙利杰尔-莫雄-肖普朗州所辖的一个村。总面积48.63平方公里，总人口802，人口密度16.5人/平方公里（2011年1月1日）。